# Escopinyes
Escopinya és el nom comú de diverses espècies comestibles de mol·luscs bivalves, sobre tot dels gèneres Cerastoderma (= Cardium) i Acanthocardia. Són importants en la indústria alimentària a la península Ibèrica i a Europa, entre altres llocs. A més, hi ha diverses espècies d'altres gèneres i famílies que també reben el nom de escopinya. Aquestes, com les ostres i els musclos, es nodreixen gràcies a una eficaç filtració de les partícules que hi ha en suspensió a la columna d'aigua.

## Espècies
- Escopinya de gallet - Cerastoderma edule (família Cardiidae).[2] Coneguda també com a catxel o berberetxo (variant normativa al País Valencià[4]) és l'escopinya europea més comuna i consumida.

- Escopinya punxenca - Acanthocardia aculeata (família Cardiidae).[2]
- Escopinya verrucosa - Acanthocardia tuberculata (família Cardiidae).[2]
- Escopinya llisa - Rudiapes decussatus (família Veneridae)[5]
- Escopinya de llet - Polititapes aureus (família Veneridae).[6]
- Escopinya gravada -Venus verrucosa (família Veneridae).[7]
- Escopinya maltesa - Chamelea gallina (família Veneridae).[3]
- Escopinya de frare - Mactra stultorum (família Mactridae).[8]
- Escopinya francesa - Donax trunculus (família Donacidae).